# Lefteris
Pour plus de détails, voir Fiche technique et Distribution.
Lefteris (Λευτέρης Δημακόπουλος, Leftéris Dimakópoulos) est un film gréco-allemand réalisé par Pericles Hoursoglou, sorti en 1993.
Le film fit 25 000 entrées en première exclusivité en Grèce.

## Synopsis
La veille du jour de l'an, à la fin des années 1980, à Missolonghi, deux amis, Panayotis et Lefteris, qui ne se sont pas vus depuis longtemps, se remémorent leurs quinze dernières années : leurs études, leurs amours, leurs luttes. Ils sont chez Lefteris Dimakopoulos qui fut un temps un jeune homme brillant promis à un grand avenir. Son histoire est celle d'une succession de renoncements. Pendant la dictature des colonels, il travaillait sur le marché aux poissons de Missolonghi pour financer ses études. Il alla enfin à Polytechnique à Athènes et participa aux événements du 17 novembre. Ensuite, il eut une longue relation avec Dimitra qu'il sacrifia à l'autel de ses ambitions. Parti finir ses études d'ingénieur en Allemagne, il s'y installa un temps pour travailler, avant de revenir en Grèce faire un constat d'échec. Cependant, le film se termine sur une note d'espoir, Lefteris réalisant qu'il est (à l'image de la signification de son prénom), libre de recommencer une nouvelle vie.

## Fiche technique
- Titre : Lefteris
- Titre original : Λευτέρης Δημακόπουλος, (Leftéris Dimakópoulos)
- Réalisation : Pericles Hoursoglou
- Scénario : Pericles Hoursoglou
- Direction artistique : Anastasia Arseni
- Décors : Anastasia Arseni
- Costumes : Anastasia Arseni
- Photographie : Stamatis Giannoulis
- Son : Andreas Achladis
- Montage : Takis Yannopoulos
- Musique : Giorgos Papadakis
- Production :  Centre du cinéma grec, Ciak Film, STEFI SA, Attica SA, Pandelis Mitropoulos, Pericles Hoursoglou avec le soutien de European Script Fund (Union européenne), Hamburger Filmbuero et Landesfilmzentrum Mecklenburg-Vorpommern
- Pays d'origine :  Grèce
- Langue : grec
- Format : couleurs 35 mm Dolby SR
- Genre : Drame
- Durée : 105 minutes
- Dates de sortie : 1993

## Distribution
- Nikos Georgakis
- Maria Skoula
- Nikos Orfanos
- Manolis Mavromatakis
- Titika Vlahopoulou (el)

## Récompenses
- Festival international du film de Thessalonique 1993[2] : 
  - Section internationale : meilleur film (Alexandre d'argent), meilleure actrice
  - Section grecque : meilleur film, meilleure photographie, meilleur décor, meilleur jeune réalisateur
  - Prix de l'Union panhellénique des critiques de cinéma (PEKK) : meilleur film